# Gilberto Hidalgo
Gilberto Hidalgo Zamora (Lima, 25 juni 1961) is een voormalig voetbalscheidsrechter uit Peru. Hij was FIFA-scheidsrechter van 1999 tot 2005. Hidalgo leidde meerdere duels in de Copa Libertadores in de periode 1999-2005. Hij was verder actief bij drie opeenvolgende edities van de strijd om de Copa América: 1999, 2001 en 2004.

## Interlands
| Datum      | Wedstrijd              | Uitslag | Competitie      | Kreeg geel | Kreeg voor de tweede keer geel en dus rood | Weggestuurd |
| ---------- | ---------------------- | ------- | --------------- | ---------- | ------------------------------------------ | ----------- |
| 01-07-1999 | Argentinië – Ecuador   | 3 – 1   | Copa América    | 2          | 0                                          | 0           |
| 07-07-1999 | Argentinië – Uruguay   | 2 – 0   | Copa América    | 3          | 0                                          | 1           |
| 12-07-2001 | Colombia – Venezuela   | 2 – 0   | Copa América    | 1          | 1                                          | 0           |
| 18-07-2001 | Ecuador – Venezuela    | 4 – 0   | Copa América    | 4          | 0                                          | 0           |
| 29-07-2001 | Uruguay – Honduras     | 2 – 2   | Copa América    | 6          | 0                                          | 0           |
| 07-09-2003 | Uruguay – Bolivia      | 5 – 0   | WK-kwalificatie | 8          | 0                                          | 1           |
| 15-11-2003 | Argentinië – Bolivia   | 3 – 0   | WK-kwalificatie | 5          | 0                                          | 0           |
| 08-07-2004 | Mexico – Uruguay       | 2 – 2   | Copa América    | 5          | 0                                          | 1           |
| 15-07-2004 | Brazilië – Paraguay    | 1 – 2   | Copa América    | 3          | 0                                          | 1           |
| 21-07-2004 | Argentinië – Colombia  | 3 – 0   | Copa América    | 4          | 0                                          | 0           |
| 05-09-2004 | Uruguay – Ecuador      | 1 – 0   | WK-kwalificatie | 5          | 0                                          | 0           |
| 17-11-2004 | Argentinië – Venezuela | 3 – 2   | WK-kwalificatie | 4          | 0                                          | 0           |